# Otto von Moser

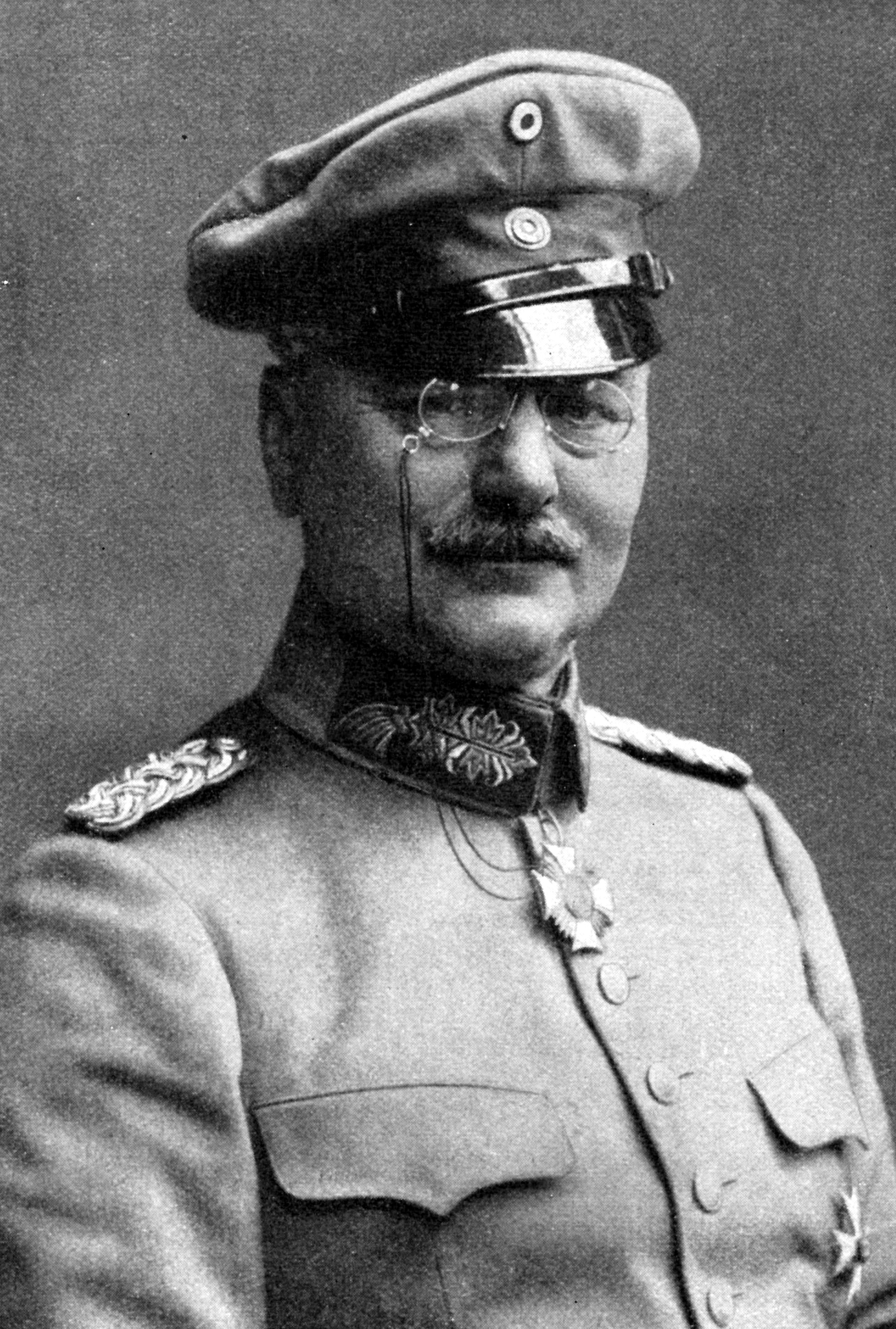
Otto von Moser, vor 1929

Otto Moser, seit 1908 von Moser, (* 31. März 1860 in Stuttgart; † 11. Oktober 1931 in Isny im Allgäu) war ein deutscher Soldat (zuletzt  württembergischer Generalleutnant im Ersten Weltkrieg), Militärhistoriker und Verfasser zahlreicher Bücher.

## Leben

### Herkunft
Er war der fünfte Sohn des württembergischen Kommerzienrats Alwin Moser (1823–1906), zuletzt Vorsitzender des Aufsichtsrates der Deutschen Verlagsanstalt in Stuttgart, und dessen Ehefrau Auguste, geborene Kleinlogel (1827–1900).

### Militärkarriere

#### 1874 bis 1914
Nach dem Besuch des Stuttgarter Realgymnasiums absolvierte er ab 1874 die Kadettenanstalten in Bensberg und Berlin. Aus dem bürgerlichen Mittelstand stammend, strebte er als erster in seiner Familie eine Laufbahn als Offizier ein. Moser trat am 16. April 1877 als Fähnrich in das 8. Württembergische Infanterie-Regiment Nr. 126 ein und wurde dort am 7. Oktober 1878 zum Sekondeleutnant befördert. Vom 31. Juli 1882 bis 1. März 1883 kommandierte man Moser an die Militär-Turnschule und im Anschluss daran war er in dieser Institution als Hilfslehrer tätig. Er kehrte dann am 2. Mai 1884 zu seinem Stammregiment zurück und wurde als Adjutant des Füsilier-Bataillons verwendet. In dieser Funktion beförderte man ihn am 23. Februar 1889 zum Premierleutnant. Für knapp drei Jahre war Moser ab 1. Oktober 1889 zur weiteren Ausbildung an die Preußische Kriegsakademie kommandiert. Anschließend kommandierte man Moser für ein Jahr zum Großen Generalstab nach Berlin, beförderte ihn am 14. September 1893 zum Hauptmann und als solcher erfolgte dann am 1. April 1894 die Ernennung zum Kompaniechef im Grenadier-Regiment „Königin Olga“ (1. Württembergisches) Nr. 119. Diesen Posten hatte Moser bis zu seiner Versetzung am 12. September 1896 in den Generalstab inne und wurde zeitgleich abermals in den Großen Generalstab kommandiert. Von dort kam er als Erster Generalstabsoffizier am 18. November 1897 in den Generalstab der 27. Division (2. Königlich Württembergische). Als Major (seit 13. September 1899) fungierte er vom 22. Juli 1900 bis 27. Februar 1902 sowie anschließend bis 23. April 1904 in gleicher Funktion zunächst im Generalstab des  XVIII. Armee-Korps und des XIII. (Königlich Württembergisches) Armee-Korps. Moser war dann bis 9. April 1906 Kommandeur des I. Bataillons des Infanterie-Regiments „Kaiser Wilhelm, König von Preußen“ (2. Württembergisches) Nr. 120. Kurzzeitig teilte man ihn anschließend unter gleichzeitiger Beförderung zum Oberstleutnant dem Stab des Infanterie-Regiments „Großherzog Friedrich von Baden“ (8. Württembergisches) Nr. 126 zu und versetzte ihn am 21. Mai 1906 als Lehrer an die Kriegsakademie. Hier unterrichtete er bis zum 18. November 1909, wurde zwischenzeitlich am 24. März 1909 Oberst und als solcher dann Abteilungschef im Großen Generalstab.
Am 25. Februar 1908 hatte ihn König Wilhelm II. mit dem Ehrenkreuz des Ordens der Württembergischen Krone beliehen. Damit verbunden war die Erhebung in den persönlichen Adelstand.
Vom 1. April 1910 bis 12. September 1912 fungierte Moser als Kommandeur des Infanterie-Regiments „Alt-Württemberg“ (3. Württembergisches) Nr. 121 und wurde anschließend unter gleichzeitiger Beförderung zum Generalmajor als Offizier von der Armee zur Verfügung gestellt. Mit Wirkung zum 27. Januar 1913 erfolgte seine Ernennung zum Kommandeur der 53. Infanterie-Brigade (3. Königlich Württembergische) in Ulm. In der Brigade diente 1914 auch der spätere Generalfeldmarschall Erwin Rommel.

#### Erster Weltkrieg
Dieses Kommando hatte Moser auch nach dem Ausbruch des Ersten Weltkriegs und der Mobilmachung inne. Mit seiner Brigade kam er an der Westfront zum Einsatz und wurde bei Romagne während der Schlacht bei Varennes-Montfaucon verwundet. Nach seinem Lazarettaufenthalt stellte man ihn als Offizier von der Armee zunächst zur Verfügung und ernannte ihn nach seiner Gesundung am 25. Mai 1915 zum Kommandeur der in Aufstellung befindlichen 107. Infanterie-Division. Mit dieser wurde er dann an der Ostfront eingesetzt und kämpfte u. a. bei der Einnahme von Brest-Litowsk sowie im Feldzug gegen Serbien. Der am 18. August 1915 zum Generalleutnant beförderte Moser gab am 13. Juni 1916 das Kommando ab, wurde an die Westfront versetzt und dort Kommandeur der 27. Infanterie-Division. Am 12. März 1917 erfolgte seine Ernennung zum Kommandierenden General des  XIV. Reserve-Korps, mit dem er sich in der  Schlacht von Arras auszeichnete.
Während der Schlacht von Cambrai trat Moser für die Briten völlig unerwartet, am 30. November 1917 als Führer der Korpsgruppe Arras zum Gegenangriff an. Dabei verstärken drei neu eingetroffene Divisionen die Sturmtruppen. Bei Burlon erlitten Mosers Verbände hohe Verluste im Kampf mit acht britischen Divisionen. Die Armeegruppen Caudry und Busigny gewannen dagegen weiter südlich schnell an verlorenem Gelände zurück. Moser wurde am 8. Februar 1918 als Offizier von der Armee zur Verfügung gestellt und am 18. Juli 1918 unter Verleihung des Komtur des Militärverdienstordens in den Ruhestand verabschiedet.

### Nachkriegszeit
Nach dem Kriege lebte Moser fast durchgehend auf dem durch seine Frau ererbten Landgut Ludwigshöhe in Isny.
In den Jahren bis zu seinem Tode publizierte er, wie bereits zu seiner aktiven Zeit, eine Reihe von militärhistorischen Büchern. Die Universität Tübingen würdigte seine Tätigkeit mit der Verleihung der Ehrendoktorwürde am 31. Juli 1927. Das Honorar seiner Schrift Die Württemberger im Weltkriege floss in eine von ihm begründeten Stiftung mit Sitz in Isny, die soziale Zwecke verfolgte.

### Familie
Aus seiner am 15. Oktober 1883 in Stuttgart geschlossenen Ehe mit Antonie Distel gingen die drei Kinder Helene Hildegard (* 1886), Otto (* 1894) und Albert (* 1899) hervor.

## Auszeichnungen
- Ehrenkreuz des Ordens der Württembergischen Krone am 25. Februar 1908
- Eisernes Kreuz (1914) II. und I. Klasse
- Roter Adlerorden II. Klasse mit Schwertern am 7. Februar 1916
- Pour le Mérite am 26. April 1917
- Bayerischer Militärverdienstorden II. Klasse mit Stern und Schwertern am 24. Mai 1917
- Komtur I. Klasse des Albrechts-Ordens mit Schwertern
- Komtur I. Klasse des Ordens der Württembergischen Krone mit Schwertern am 5. September 1916
- Großkreuz des Friedrichs-Ordens mit Schwertern am 20. April 1917
- Hanseatenkreuz Hamburg am 7. April 1916
- Silberne Imtiaz-Medaille am 7. April 1916
- Eiserner Halbmond am 7. April 1916
- Österreichisches Militärverdienstkreuz II. Klasse mit der Kriegsdekoration am 4. Mai 1916
- Orden der Eisernen Krone II. Klasse mit der Kriegsdekoration am 14. Juli 1917
- Großkreuz des Bulgarischen Militärverdienstordens am 4. Mai 1918

## Schriften (Auswahl)
- (ohne Namensangabe) Reimereien eines Soldaten. Strecker & Moser, Stuttgart 1895.
- Kurzer strategischer Überblick über den Krieg 1870/71. Mittler-Verlag, Berlin 1896.
- Die Führung des Armeekorps im Feldkriege. Mittler-Verlag, Berlin 1913.
- Ausbildung und Führung des Bataillons, des Regiments und der Brigade. Gedanken und Vorschläge. Mittler-Verlag, Berlin 1914.
- Kampf- und Siegestage 1914: Feldzugsaufzeichnungen. Mittler-Verlag, Berlin 1915.
- Feldzugsaufzeichnungen 1914-1918 als Brigade-Divisionskommandeur und als Kommandierender General. Belser-Verlag, Stuttgart 1920.
- Kurzer strategischer Überblick über den Weltkrieg 1914-1918. Mittler & Sohn Verlag, Berlin 1921.
- Ernsthafte Plaudereien über den Weltkrieg. Eine kritische militär-politische Geschichte des Krieges für Fachleute und Nichtfachleute. Belser-Verlag, Stuttgart 1925.
- Das militärisch und politisch Wichtigste vom Weltkriege. Belser-Verlag, Stuttgart 1926.
- Vorkriegszeit, der Weltkrieg und der Zukunftskrieg. Sonderdruck aus der Zeitschrift „Deutscher Offizier-Bund“, 6. Jahrgang 1927, Nr. 12–14. Berlin 1927, Dob-Verlag GmbH.
- Die Württemberger im Weltkriege. Belser-Verlag, Stuttgart 1927.
- Der Weltkrieg und die akademische Jugend der Nachkriegszeit. Belser-Verlag, Stuttgart 1929.
- Die obersten Gewalten im Weltkrieg. Belser-Verlag, Stuttgart 1931.